# Fachr ad-Din II
Fachr ad-Din II (1572-1635) – libański emir panujący w latach 1590-1635.
Fachr ad-Din II pochodził ze znaczącego rodu arabskiego Maanów wywodzących się z Iraku, którzy chroniąc się przed prześladowaniami krzyżowców przybyli do Libanu w 1120 r. i osiedlili się w regionie Szuf (Shouf), a następnie przyjęli wyznanie druzyjskie. Należeli do klanu druzyjskiego o orientacji kajsyckiej, czyli do Arabów północnych w odróżnieniu do południowych – Jemenitów, pomiędzy którymi istniał głęboki antagonizm. Pochodzenie Maanów nie jest całkowicie znane. Założyciel rodu, legendarny Maan al-Ajjubi był na służbie burydzkiego władcy Damaszku, Tughtakina, i wsławił się w walce z krzyżowcami.
Fachr ad-Din II był synem księcia Kurkumaza (1544-1585), a wnukiem Fachr ad-Dina I. Za czasów panowania jego ojca, sułtan osmański Murad III w zbrojnej ekspedycji najechał góry Szuf i wymordował kilkadziesiąt tysięcy druzów podejrzewając ich o wspieranie działań księcia Jusufa Assafa. Kurkumaz zbiegł w niedostępne góry, gdzie został pochwycony i uwięziony, zmarł w 1585 r. Jego żona wraz z trzynastoletnim wówczas Fachr ad-Dinem II schroniła się w Kesruanie, w dobrach chrześcijańskiego rodu Khazen.
Młody książę przejął władzę w regionie Szuf w 1590 r. i z kilkuletnią przerwą (1613-1618) rządził przez 45 lat – do 1635 r. Zasadniczym celem księcia było zerwanie więzi ze znienawidzonymi Turkami, rozbudowa i unowocześnienie Libanu. Całe życie poświęcił temu zadaniu i chociaż ostatecznie sam stał się ofiarą rządów tureckich, to jednak szczyt świetności w historii Libanu przypada na czasy jego panowania. Książę, jako energiczny i światły władca prowadził zręczną politykę polegającą na zawieraniu sojuszów z poszczególnymi miejscowymi rodami odgrywającymi ważną rolę w życiu politycznym regionu, a bogatymi darami usypiał czujność tureckich sułtanów. W ten sposób umacniał i rozszerzał swoją władzę. Do ochrony kraju powołał regularną armię, która łącznie z wojskami najemnymi liczyła 100 tysięcy żołnierzy, budował nowe drogi, odrestaurował twierdze obronne krzyżowców, przyczynił się do rozwoju rolnictwa, a w szczególności produkcji jedwabiu, z której słynęły góry Szuf i region Sydonu. Książę nawiązał kontakty z Florencją, Wenecją i Francją, a cudzoziemscy kupcy przyciągnięci korzystnymi przywilejami, zakładali swe filie handlowe w portach libańskich. Sprowadzał do kraju architektów i ekspertów europejskich, a także misjonarzy francuskich, którzy założyli liczne ośrodki na terenie całego Libanu. Fachr ad-Din II, umocniony w swojej władzy, zawarł w 1608 r. traktat z wielkim księciem Toskanii – Ferdynandem I Medycejskim, zawierający tajną klauzulę antyturecką. Wywołało to natychmiastową reakcję sułtana osmańskiego, który wysłał karną ekspedycję przeciwko zuchwałemu księciu. W 1613 r. silna armia turecka wyruszyła drogą lądową, a flota zaatakowała wybrzeże. Fachr ad-Din II nie chcąc narazić kraju na zniszczenia udał się dobrowolnie na wygnanie do Florencji. W tym czasie zmieniła się na jego korzyść sytuacja polityczna w imperium osmańskim i książę za zgodą nowego paszy Damaszku powrócił do kraju w 1618 r. Witali go wówczas nawet dawni jego wrogowie. Wkrótce odzyskał utracone ziemie, rozbił wojska swego wroga z rodu Sajfa, burząc jego pałace w Akkar i Trypolisie, a z ich kamieni odbudował swą siedzibę w Deir el Kamar, zniszczoną uprzednio przez księcia Jusufa Sajfa. Przyłączył również do swego terytorium żyzną dolinę Bekaa.
W 1622 r., gdy sułtan nadał mu dodatkowe lenna, rządca turecki prowincji damasceńskiej – Mustafa, sprzeciwił się decyzji sułtana i wyruszył przeciwko księciu Fachr ad-Dinowi II. W pobliżu Akkar w dolinie Bekaa, libański emir rozbił wojska Mustafy, a jego samego wziął do niewoli. Po tym zwycięstwie stał się niepodzielnym władcą całego Lewantu od Aleppo do Egiptu. Po umocnieniu władzy książę przystąpił do modernizacji kraju. Sprowadzał z zaprzyjaźnionej Toskanii i Włoch ekspertów w zakresie rolnictwa, a w szczególności uprawy morwy i oliwek, hodowli zwierząt i budownictwa. Miasta nadbrzeżne Bejrut i Sydon za czasów panowania księcia zostały rozbudowane, upiększone nowymi wspaniałymi pałacami, posągami i terenami zieleni. Książę słynął z tolerancji religijnej, przyzwalał na budowę kościołów, klasztorów i na działalność misji chrześcijańskich. Za jego czasów rozpoczął się napływ maronickich rolników w region Szuf, którzy znani byli ze swej pracowitości i umiejętności uprawy ziemi, dlatego chętnie ściągani byli przez feudalne rody druzyjskie, które aby zatrzymać ich na stałe, przeznaczały swoją ziemię na zasiedlanie i budowę kościołów.
Wzrastająca siła militarna Fachr ad-Dina II, jego negocjacje z państwami europejskimi oraz sympatie dla chrześcijan zaniepokoiły sułtana tureckiego Murada IV (1623-1640). W 1633 r. wysłał przeciwko niemu paszów Syrii i Egiptu, flota turecka zaś zablokowała wybrzeże. W bitwie pod Wadi al-Taim, w której dowodził syn emira – Ali, Turcy rozbili wojska libańskie. Ali dostał się do niewoli, a następnie został zgładzony. Na wieść o klęsce, opuścili księcia wszyscy sojusznicy. Po nieudanej próbie zbrojnego oporu Fachr ad-Din II schronił się w górach, w pobliżu Niha. Został jednak pojmany i wraz z całą rodziną odstawiony do Stambułu, a następnie oskarżony i brutalnie stracony wraz z trzema synami. Ocalał najmłodszy syn księcia, który był wówczas niemowlęciem. Wychowywany na dworze sułtana tureckiego zajmował później wysokie stanowisko, a sprawy Libanu były mu zawsze bliskie.